# Karl Viktor von Bonstetten

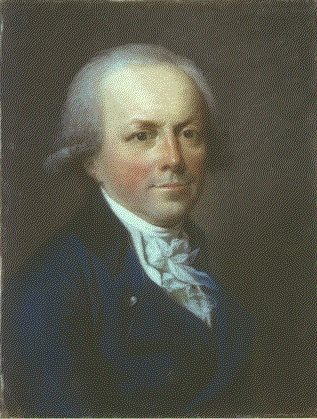
Bonstetten

Karl Viktor Freiherr von Bonstetten (auch Karl von Bonstetten; * 3. September 1745 in Bern; † 3. Februar 1832 in Genf) war ein Schweizer Schriftsteller.

## Leben
Karl Viktor von Bonstetten stammte aus dem Berner Patriziergeschlecht von Bonstetten, sein Vater Karl Emanuel von Bonstetten war Welschseckelmeister (Finanzminister für die welschen Untertanengebiete Berns). Nach der mehrheitlich in Yverdon verbrachten Jugend studierte er zuerst in Genf (beim Naturforscher und Philosophen Charles Bonnet), dann in Leiden und Cambridge (wo er sich mit dem Poeten Thomas Gray befreundete) sowie Paris, worauf er nach Bern zurückkehrte. 1773 lernte er den jungen Schweizer Historiker Johannes Müller kennen, dessen Freund und Mäzen Bonstetten ein Leben lang blieb. 1774 war Bonstetten auf Grand Tour durch Italien; die an Müller gerichteten Briefe sind erst in jüngerer Zeit gesammelt und veröffentlicht worden.
1775 wurde er in den Grossen Rat (Legislative) der Stadt und Republik Bern gewählt und bemühte sich als aufgeklärter Patrizier um eine Lockerung der verkrusteten sozialen und politischen Verhältnisse. Nach der Heirat mit Marianne von Wattenwyl und gemeinsamen Arbeiten mit Johannes Müller an dessen Schweizergeschichte wurde er 1779/80 Amtsstatthalter in Rougemont. Bonstettens darüber verfasste Briefe über ein schweizerisches Hirtenland (1782) beschrieben scharfsinnig den Übergang von der Weidewirtschaft zur proto-industriellen Käsewirtschaft. Im Grossen Rat bemühte er sich erfolglos um die Reform des bernischen Bildungswesens. Auf Reisen befreundete er sich mit Sophie von La Roche, Friedrich von Matthisson und der dänischen Schriftstellerin Friederike Brun. Von 1787 bis 1793 wirkte Bonstetten als Landvogt in Nyon, wo er unter anderem Wasserbaureformen einleitete und Oberrichter in Lugano war. 1792 erschienen erste Schriften von Karl Viktor von Bonstetten. 1795 bis 1797 war er Syndikator (Oberaufseher) in den damaligen Tessiner Vogteien der Eidgenossenschaft und kämpfte gegen die herrschende Korruption im Rechtswesen. Nach der Kapitulation Berns vor den napoleonischen Truppen im März 1798 setzte sich Bonstetten nach Kopenhagen zu Friederike Brun ab; sie gab 1802 anonym die Briefe eines jungen Gelehrten an seinen Freund zwischen Bonstetten und Johannes von Müller heraus, und mit ihrer Hilfe erschien auch eine vierbändige Ausgabe Neue Schriften, die unter anderem Bonstettens Briefe über die italienischen Ämter: Lugano, Mendrisio, Locarno Valmaggia enthielten: noch heute lesenswerte Sitten- und Sozialbilder. 1801 wurde er auswärtiges Mitglied der Königlich Dänischen Akademie der Wissenschaften.
1803 liess sich Bonstetten in Genf nieder, von wo er häufig Madame de Staël auf Schloss Coppet am Genfersee besuchte und dort mit Charles de Sismondi, Benjamin Constant und August Wilhelm Schlegel den engsten Freundeskreis de Staëls bildete. Er unternahm verschiedene Reisen nach Italien und Frankreich, die er schriftstellerisch verarbeitete; zudem verfasste er philosophische Versuche über die Einbildungskraft und die geistigen Vermögen der Menschen, sowie kulturphilosophische Essays über den Einfluss des Klimas auf die Kultur. Die letzten drei Lebensjahre wurde er von der Genfer Arzttochter Espérance Sylvestre begleitet. Bonstetten starb 1832 im Alter von 87 Jahren in Genf.

## Werk
Bonstetten schrieb mehrheitlich Französisch und übertrug seine Schriften gemeinsam mit Freundinnen und Freunden wie Johannes Müller und Friederike Brun ins Deutsche. Neben den Schriften drückte er sich vor allem in einem ausgedehnten Briefwechsel mit zahlreichen führenden Zeitgenossen in Europa aus. Auf dem Rückweg von einer Italienreise traf Goethes Mitarbeiter Eckermann den 85-jährigen Bonstetten im September 1830 in Genf. Er überlieferte das folgende Urteil: «Bonstetten ist ein Mann, […] der von Voltaire und Rousseau herauf bis zu der Frau von Staël und Lord Byron mit aller Literatur des Jahrhunderts gelebt hat. Er besitzt eine grenzenlose Erfahrung, und eine besondere Gabe, die Eigenheiten verschiedener Personen durch die feinsten, schärfsten Andeutungen einem andern zu überliefern und anschaulich zu machen.» Als Kulturvermittler zwischen Deutschland, Frankreich, England und Skandinavien war Bonstetten ein «Berner von wahrhaft europäischem Zuschnitt» (Hellmut Thomke). Über 4000 seiner Briefe sind mittlerweile aufgearbeitet und seit 1996 in der umfassenden, von Peter und Doris Walser-Wilhelm begründeten und geleiteten Edition der Bonstettiana vorgelegt worden.

## Werke
- Briefe über ein schweizerisches Hirtenland, Basel 1782
- Kleine Schriften, Kopenhagen 1799–1801, 4 Bände
- Über Nationalbildung, Zürich 1802, 2 Bände
- Voyage sur la scène des six derniers livres de l’Énéide, Genf 1805
- Recherches sur la nature et les lois de l’imagination, Genf 1807, 2 Bände
- Pensées diverses sur divers objets du bien public, Genf 1815
- Études de l’homme, ou recherches sur les facultés de sentir et de penser, Genf 1821, 2 Bände
- L’homme du Midi et l’homme du Nord, Genf 1824 (Untersuchungen über den Einfluss des Klimas)
  - zweisprachige Ausgabe Göttingen, Wallstein 2010, 2 Bände, hrsg. v. Doris und Peter Walser-Wilhelm unter Mitarbeit von Antje Kolde, ISBN 3-89244-603-2
- La Scandinavie et les Alpes, Genf 1826
- Souvenirs, écrits en 1831, Paris/Zürich 1832, ²1833
- Italiam! Italiam! Ein neuentdeckter Karl Viktor von Bonstetten. Erstveröffentlichungen. Herausgegeben, übersetzt und erläutert von Doris und Peter Walser-Wilhelm. Bern 1995
- BONSTETTIANA, Historisch-kritische Ausgabe der Briefkorrespondenzen Karl Viktor von Bonstettens und seines Kreises, 1753–1832. Hg. von Doris u. Peter Walser-Wilhelm, 14 Bde., Bern: Peter Lang 1996 ff., Göttingen: Wallstein 2002 ff.
- BONSTETTIANA, Historisch-kritische Ausgabe der Schriften Karl Viktor von Bonstettens, 10 Teilbände, Bern: Peter Lang 1997 ff., Göttingen: Wallstein 2006 ff.